# Balatoni nyár
A Balatoni nyár a KFT együttes dala. Bornai Tibor írta 1982-ben, a zenéjét eredetileg Hazel O’Connor számára. A KFT együttes negyedik, Siker, pénz, nők, csillogás című lemezén jelent meg először a szerző szövegével. A dalt Bornai Tibor énekli. A dalhoz nem forgattak videóklipet, és kislemezen sem jelent meg.

## Története
A dalt a szerző arról a lányról írta, aki akkor már hat éve a felesége volt. Bornai állítása szerint, a szöveget pikánssá tevő "nádas - házas" fordulatnak nincs valóságtartalma, pusztán a rímkényszer miatt használta így. Szintén a szerző elmondásából tudni, hogy a történet nem valós, és valós részei sem a megénekelt helyszíneken (Zamárdi-felsőn, illetve a tihanyi révnél) történtek.

## Feldolgozások
A KFT slágerét számos zenekar, formáció dolgozta fel: a Zorall a The Police Message In The Bottle című dalával keverve készített belőle feldolgozást. A Soho Party, Nagyember pedig DJ remixeket készített. A Szatmáry & Wayko remix volt az első magyar dance sláger, mely vezetni tudta a Mahasz Dance Top40-et. A 2000-es évek végén megjelent, "Balatoni nyár" című lakodalmas dal elsősorban a címében egyezik a KFT slágerrel, ugyanakkor szerepel benne az "újra vár a Balatoni nyár" rímpár is.
2008-ban, a Sziget Fesztiválon rendezett Magyar Dal Napjáról élőben közvetítve a Magyar Televízió a Beatrice együttes nevét írta a képernyőre a dal előadójaként, miközben éppen a KFT adta elő saját dalát a színpadon.

## A dal a köztudatban
Sikerére jellemző, hogy kiadása után 24 évvel, 2006-ban, a Magyar Turizmus Zrt. reklámfilmet készített a dal felhasználásával, melyet két hónap alatt több mint 500 000-en néztek meg az interneten.
Csakúgy mint a dal, a „Balatoni nyár” szókapcsolat is része lett a magyar köztudatnak: ezzel a címmel a Magyar Televízió már több éve sugározza a nyári műsorát, a Juventus Rádió pedig nyári roadshowját nevezte el így.
Óhidy Petra Balatoni nyár címmel írt szerelmes regényt a 2000-es évek közepén, a Petra Regények sorozatban. A szerelmi történet főhősét az írónő Tibornak nevezte el.

## Külső hivatkozások
- a Tv2 riportja a dalról
- a 2006-os reklámfilm története[halott link]
- a KFT hivatalos oldala
- Bornai Tibor hivatalos oldala